# Ojkanje
Ojkanje je najstarejša vrsta tradicionalnega večglasnega petja na Hrvaškem. Po mnenju strokovnjakov je ojkanje ostanek predslovanskega ilirskega petja z območja antične Dalmacije (Dalmatinskega zaledja, Velebit, Like, Korduna in Karlovca, BiH in Črne gore), ki so ga sprejeli in ohranili Hrvati. 16. novembra 2010 je Unescov odbor za nesnovno kulturno dediščino sveta glasbeni izraz ojkanje uvrstil na seznam ogrožene nesnovne svetovne dediščine.

## Geografski obseg
Zgodovinsko gledano ojkanje najdemo v regijah dalmatinskega zaledja, Velebitu, Liki, Kordunu in Karlovcu, ki spadajo v območje Dinarskega gorovja, skupaj z več sosednjimi mikroregijami . Solo pevska vrsta ojkanja je najbolj povezana z območjem Like in okolice Karlovca, dvodelno petje pa prevladuje na širšem območju hrvaške obale in njenega zaledja. Posebne vrste petja ojkanja najdemo med rekama Krka in Cetina (Drniška krajina), v regijah Ravni Kotari in Bukovica, v Cetinski krajini med Svilajo in Mosečem ter v zaledju Trogirja in Kaštela. Gorska pokrajina Like, dalmatinsko zaledje se je izkazala za idealno za gojenje ojkanja.
Podobne sloge večglasnega petja lahko najdemo v celotni dinarski regiji Balkana, na primer ganga, ki jo najdemo predvsem v Hercegovini in celinski Dalmaciji, ter izvika z območja Zlatibora v Srbiji. Te trajne glasbene tradicije kažejo povezavo med prebivalstvom gorskih regij . Zaradi izseljevanja lahko skupine ojkanja danes najdemo v zahodni Srbiji in v manjši meri v Bosni in Hercegovini. 

## Značilnosti
Pevski slog zaznamuje izrazita tehnika tresenja glasu, kjer pevec uporablja arhaično obliko petja iz grla.  Ojkanje je bilo opisano kot "petje s prostim ritmom", ki je ustvarjeno globoko v grlu, ki je zasidrano v tradiciji različnih krajevnih skupnosti in ga lahko razdelimo v dve glavni skupini: posamezno petje ali skupinsko petje. Besedila običajno pokrivajo teme, kot so ljubezen, družbena ali lokalna vprašanja in politika.
Solo petje, znano tudi kot "popotniško petje" (putničko, kiridžijsko) ali "samotno petje" (samočko), ima glede na regijo več različnih različic. En primer iz Konavelj je ustresalica, pretresljiva vrsta petja, ki je izumrla med skupnostjo. V Liki je bila priljubljena vrsta petja rozganje, ki jo trenutno ohranjajo domače folklorne skupine na Karlovcu.
Dvodelno petje lahko izvajajo moški ali ženske z dvema ali več ljudmi. Prevladuje na območju hrvaške obale in dalmatinskega zaledja. V skupinskem petju pesem traja toliko časa, dokler lahko glavna pevka zadrži dih. Ime ojkalica se uporablja za tovrstno petje na območju Šibenika v zaledju ter vasi Vrlika in Kijevo. Dalje po dalmatinskem zaledju so razni tradicionalni vokalni slogi petja ojkanja. V Ravnih Kotarih in Bukovici se lokalni slog petja imenuje orzenje (srbsko pravoslavno prebivalstvo mu pravi orcenje, orcanje ali groktanje). Poleg tega je petje, ko ga izvajajo moški, danes znano pod imenom treskavica ali starovinsko ('stari slog'), kadar ga izvajajo ženske, pa je znano kot vojkavica. Treskavica se uporablja tudi v zaledju Trogirja in Kaštela, v Grebaštici, vasi severno od Primoštena, pa se imenuje  grgešanje. V severnih Poljicah domačini še naprej izvajajo kiridžijski slog petja.

Ojkanje je preživelo zahvaljujoč organiziranim skupinam lokalnih ljudskih pevcev, ki so tradicijo ojkanja prenašali s petjem na vaških slovesnostih na Hrvaškem in po svetu. Danes se ojkanje prenaša in poučuje ustno v organiziranih folklornih društvih, pa tudi v sodobnih avdio in video medijih. Toda spretnost posameznih tehnik pretresanja glasu in številnih dvodelnih oblik je večinoma odvisna od nadarjenih in spretnih pevcev in njihove sposobnosti izobraževanja novih generacij.
Nedavni vojni spopadi in nenehno preseljevanje podeželskega prebivalstva v mesto je zmanjšalo število izvajalcev, s čimer so izgubili številne arhaične sloge in žanre solo petja. Zato UNESCO poudarja, da je treba ta tradicionalni način petja prenesti na mlajše generacije, kar zahteva raziskave, dokumentacijo in mednarodno izmenjavo z državami, ki imajo enake in podobne tradicije.

## Zgodovina
Petje ojkanje je nastalo v svoji obliki v Dinarskem območju. Posebej je uspevalo med podeželskim prebivalstvom zaledja in okoliških regij.
Ivan Lovrić (1756–1777) omenja ojkanje kot del morlaške kulture .
V začetku 20. stoletja je Hrvaška kmečka stranka začela s svojim dobrodelnim krilom organizirati folklorne festivale, ki so se osredotočali na podeželske tradicije. Glavni poudarek so bili tradicionalni ples, glasba, regionalne noše, zlasti v 1920-ih in 1930-ih, pomemben dodatek pa je bilo petje ojkanje.
Hrvaško ministrstvo za kulturo je leta 2008 nominiralo petje ojkanje za vpis na seznam Unescove nujne zaščite. Leta 2010 je bilo vpisano v Unescov seznam nesnovne kulturne dediščine, ki jo je treba nujno zaščititi .